# Nanofibres de carbone
Les nanofibres de carbone sont des structures cylindriques composées de feuillets de graphène organisés selon une géométrie précise. Les nanofibres les plus courantes peuvent avoir des arrangements longitudinaux de feuillets enroulés (assez proche de la structure d'un nanotube de carbone multi-parois), des empilements de feuillets perpendiculairement à la direction du fil, ou des empilements de cônes.

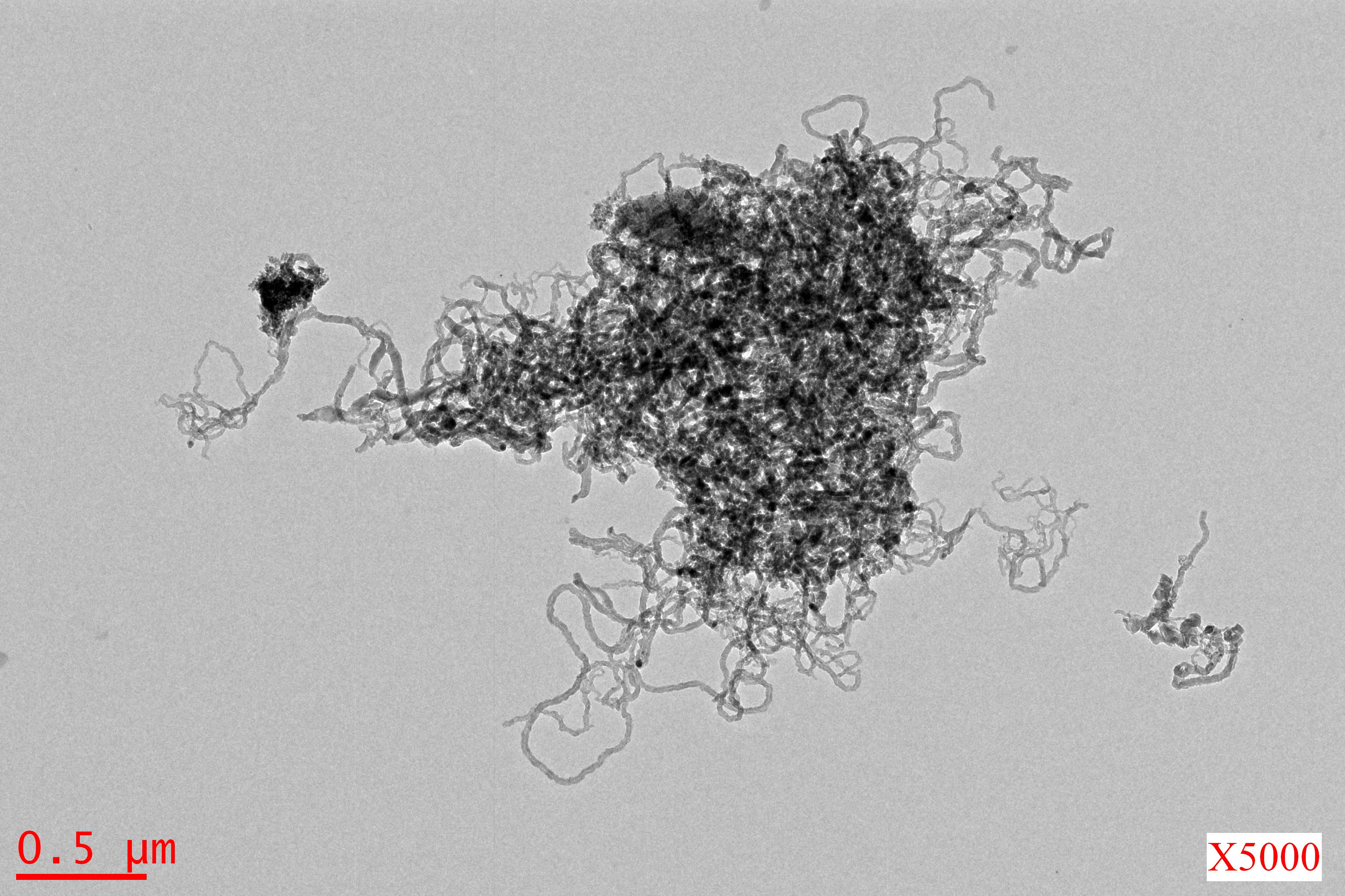
Pelote de nanofibres

Ces nanofibres ont un diamètre de quelques dizaines à quelques centaines de nanomètres, elles sont donc un à deux ordres de grandeur plus fines que les fibres de carbone classiques. Elles sont synthétisées soit par craquage d'un hydrocarbure en phase vapeur sur un catalyseur métallique, ce qui est similaire au procédé le plus courant pour la synthèse des nanotubes de carbone, soit par fabrication d'un nanofil de polymère qui est ensuite carbonisé.
Elles peuvent être utilisées comme support de catalyseur, dans des électrodes, comme renfort dans des polymères, etc.

## Historique
La formation de structures carbonées par décomposition d'un hydrocarbure sur un catalyseurs métalliques a été observée très tôt, le premier brevet sur ce sujet date de 1889 : il rapporte la formation de filaments de carbone similaires à des cheveux sur un creuset métallique qui servait de catalyseur.
Cette formation de carbone fut ensuite observée très souvent dans les procédés utilisant la décomposition d'hydrocarbures sur des catalyseurs (reformage catalytique à la vapeur, synthèse Fischer-Tropsch, etc). Elle était considérée comme une nuisance car elle conduisait à une destruction du catalyseur, voire des parois du réacteur. Il a fallu attendre 1980 pour qu'on s'intéresse aux applications possibles de ces nanofibres de carbone. Les deux dernières décennies du XXe siècle ont donc donné lieu à un développement très actif des méthodes de synthèse catalytique de ces nanofibres mais aussi des autres nanostructures carbonées découvertes durant la même période (nanotubes, fullerenes).

## Structure

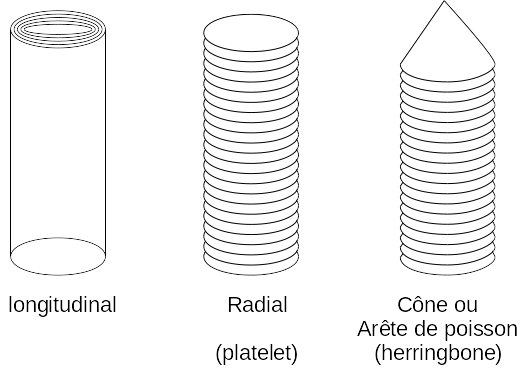

La structure de base des nanofibres de carbone est le plan de graphène, les différents types de nanofibres se distinguent par l'arrangement de ces plans. Comme pour les fibres de carbone, les propriétés mécaniques et électriques seront très dépendantes de l'orientation des plans de graphène dans le sens longitudinal. Par contre, la réactivité de surface des fibres dépend de la présence des bords de plans sur la surface extérieure des fibres.
On peut trouver trois structures principales :
- arrangement longitudinal : cette structure ressemble aux nanotubes multi-parois, mais à une échelle de taille plus importante. Ces fibres ont des propriétés intéressantes dans l'axe longitudinal des fibres : conductivité électrique, résistance à la rupture. Par contre, comme elles ne présentent que les plans de base des graphènes à l'extérieur, elles ont une réactivité de surface faible.
- Arrangement radial : les plans de graphène sont empilés comme une pile d'assiettes . Ces fibres ont donc une conductivité électrique et des propriétés mécaniques moins intéressantes que les nanofibres longitudinales, mais elles exposent les bords des plans de graphène à l'extérieur, elles ont donc une réactivité de surface importante.
- Arrangement en arêtes de poisson : il n'y a pas de plans de graphène mais des cônes formés par un feuillet de graphène qui sont empilés les uns sur les autres selon l'axe radial des fibres, ce qui leur donne une apparence de structure en arête de poisson quand elles sont regardées dans un microscope électronique à transmission.

Des structures plus complexes existent comme des arrangements en hélice ou des structures similaires à du bambou.

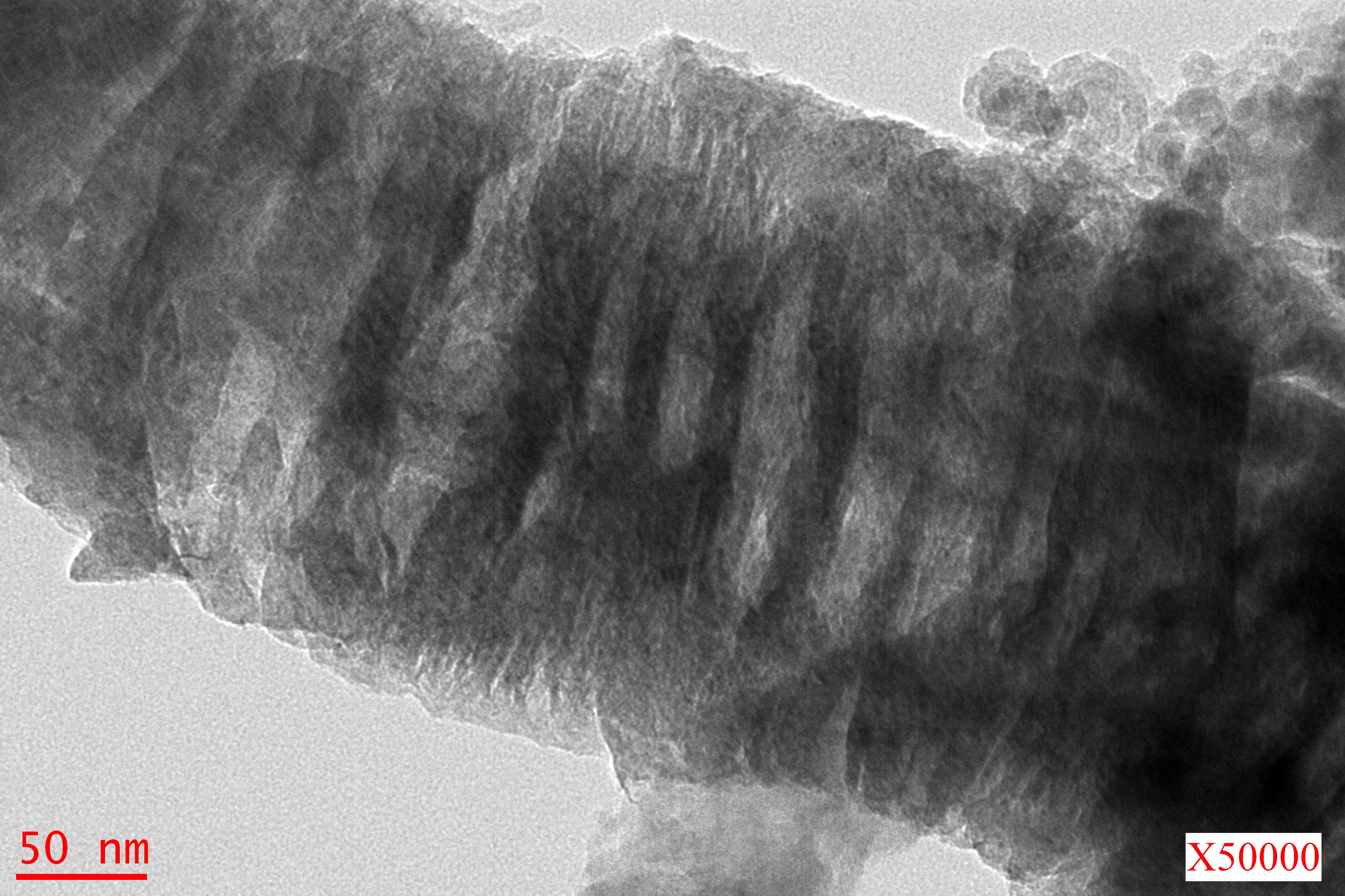
Arrangement radial
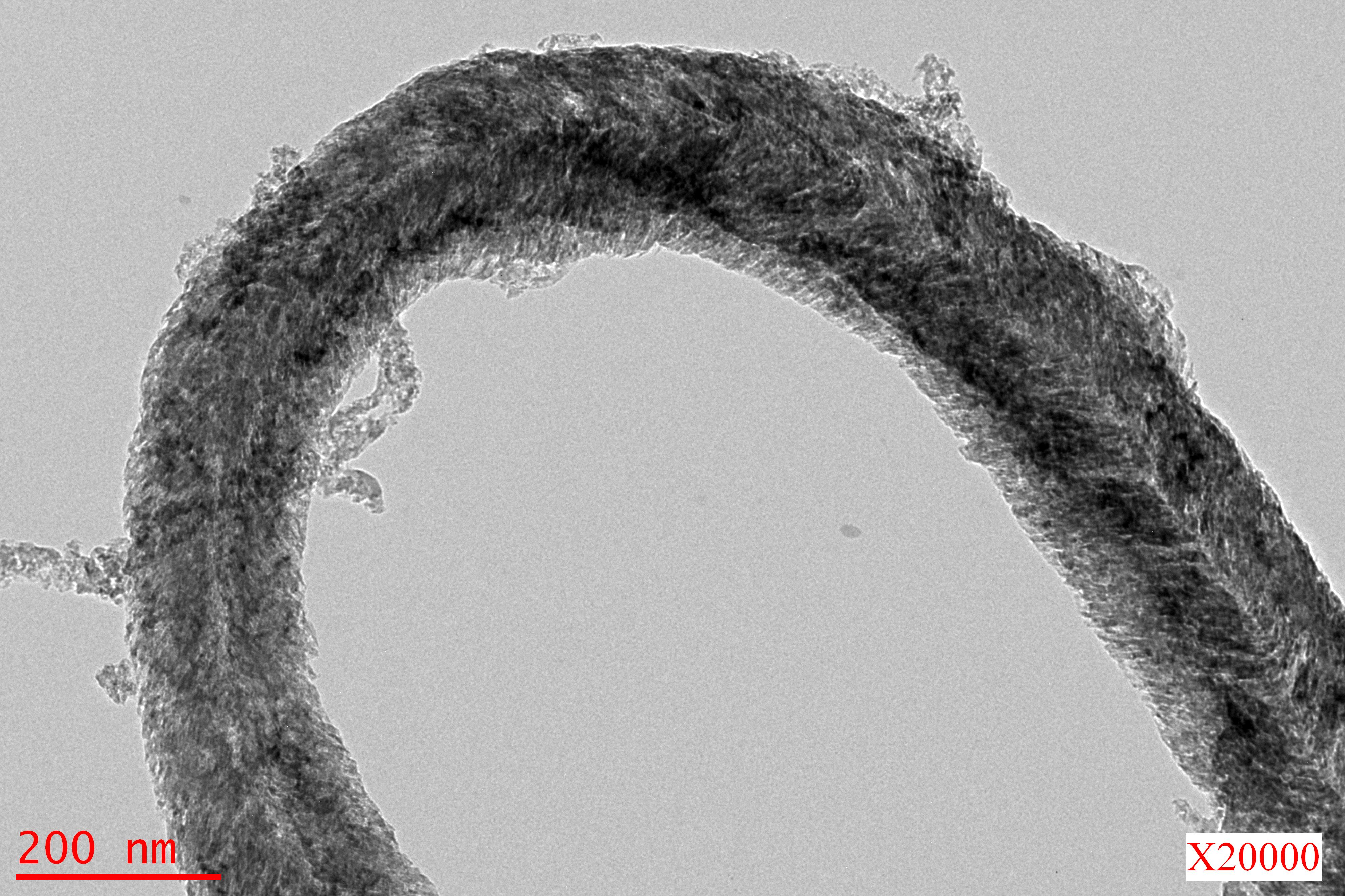
Arrangement en arêtes de poisson
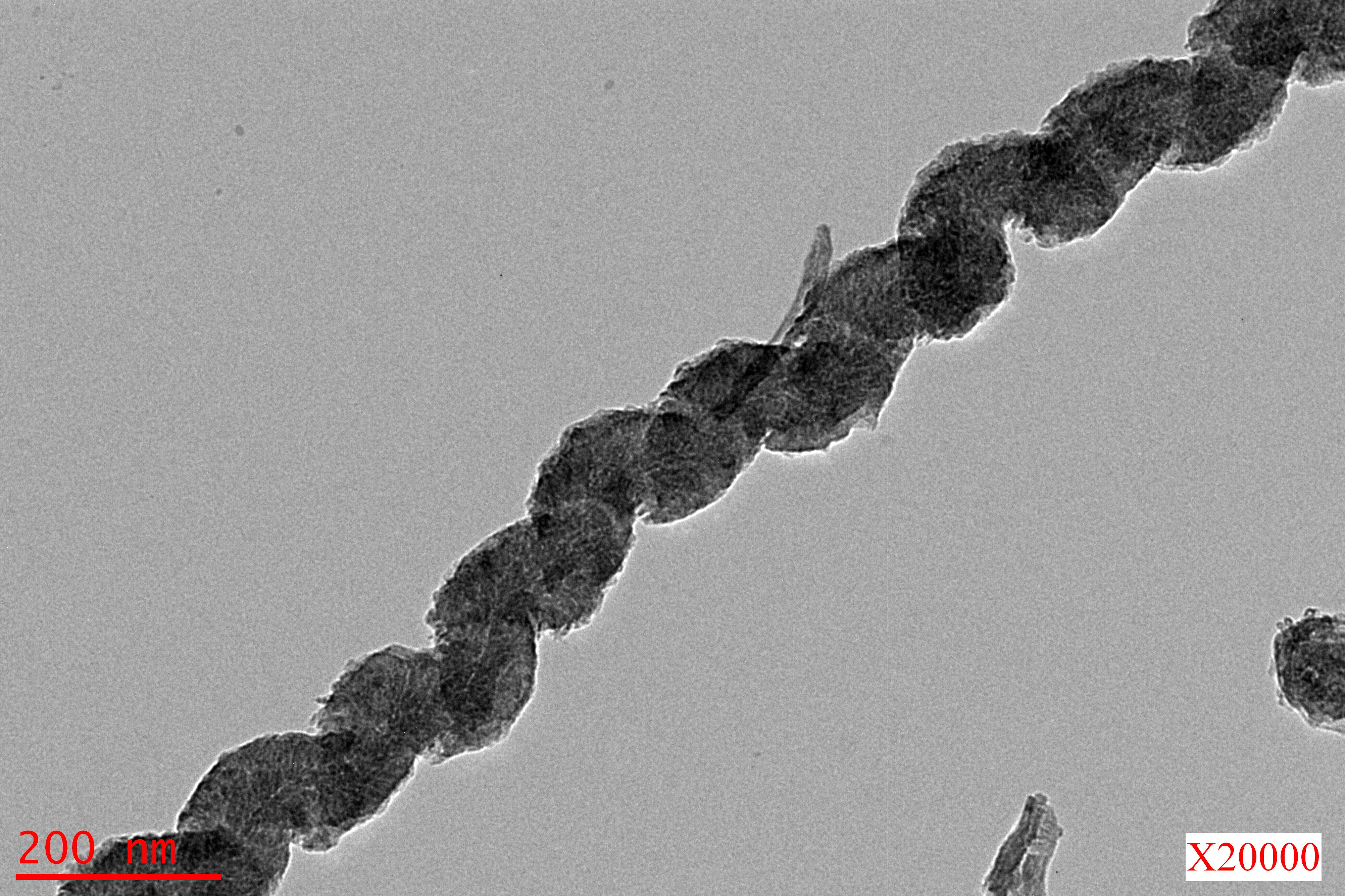
Nanofibre hélicoïdale

## Propriétés

### Propriétés mécaniques
Les nanofibres obtenues par croissance en phase vapeur ont un diamètre compris entre 100 nm et 1 µm dans la plupart des cas. Leurs propriétés mécaniques sont fonction de ce diamètre et de la structure des fibres, mais aussi de la méthode de mesure. Pour des mesures en tension, le module de Young mesuré varie entre 100 et 300 GPa, et la résistance à la rupture entre 1 et 3 GPa . En général, les fibres de plus grand diamètre ont plus de défauts structurels, ils ont en conséquence un module d'élasticité moins élevé . Comme pour les fibres de carbone, un traitements thermique à haute température permet une élimination des défauts, ce qui conduit à une augmentation du module de Young et à une diminution de la résistance à la rupture .

### Morphologie et propriétés de surface
Par rapport aux nanotubes, les nanofibres de carbone présentent à l'extérieur les plans de bord des feuillets de graphène. C'est sur ces bords de plans que sont localisés les sites chimiquement actifs du matériau. Les CNFs ont donc une réactivité de surface nettement plus élevée que les nanotubes, ce qui permet de les fonctionnaliser, c'est-à-dire de greffer des fonctions de surface par réaction chimique. Ces fonctions chimiques peuvent créer des interactions avec la matrice dans les matériaux composites, ce qui permet par exemple d'améliorer l'intégration des CNFs dans un plastique renforcé de fibres.
Le facteur de forme des nanofibres fait que la surface spécifique de nanofibres de carbone qui n'ont pas subi de traitement particulier varie entre 20 et 200 m2/g. La surface spécifique d'un cylindre très long de 100 nm de diamètre et ayant une densité de 1.7 est de 23 m2/g. Les valeurs plus élevées observées montrent que les fibres ont une certaine porosité que l'on attribue à un espace entre certains feuillets de graphène ("micropores" dont la taille est inférieure à 2nm) ou à l'espace libre entre les fibres ("mésopores" ayant une taille de quelques dizaines de nanomètres).
Un traitement thermique à haute température conduit à une diminution très importante de la surface externe des fibres . Pour augmenter la surface spécifique, il est possible de faire des traitements physico-chimiques qui vont attaquer la surface de la fibre, y créant de la porosité. Cette méthode appelée activation est similaire à certains procédés de préparation des carbones activés. Les agents activants peuvent être de la potasse, de la soude, du chlorure de zinc, etc. Avec la potasse, il est ainsi possible d'obtenir des surfaces spécifiques de 500 à plus de 1000 m2/g,.

### Propriétés thermiques
Comme la conductivité électrique, la conductivité thermique dépend fortement de la structure polyaromatique des fibres et de la présence de défauts. Pour des fibres qui n'ont pas été traitées à haute température, les valeurs obtenues par des mesures réalisées sur des fibres individuelles sont comprises entre 2 et 10 W/m.K, alors que celles obtenues pour des fibres traitées thermiquement à 2800K varient entre 20 et 450 W/m.K. D'autres études ont confirmé qu'un traitement thermique à haute température augmentait significativement la conductivité thermique, les valeurs obtenues étant comprises entre 1000 et 2000 W/m.K .

## Fabrication
Il existe deux méthodes pour fabriquer des nanofibres: 
- la première est la croissance de fibre par craquage catalytique à partir d'un hydrocarbure en phase gazeuse, cette méthode est très proche de celle utilisée pour la synthèse des nanotubes de carbone ;
- la seconde est l'électrofilage de nanofilaments de polymères suivi par une carbonisation, cette voir de synthèse s'apparente donc plus à celle des fibres de carbone.

### Craquage catalytique en phase gazeuse

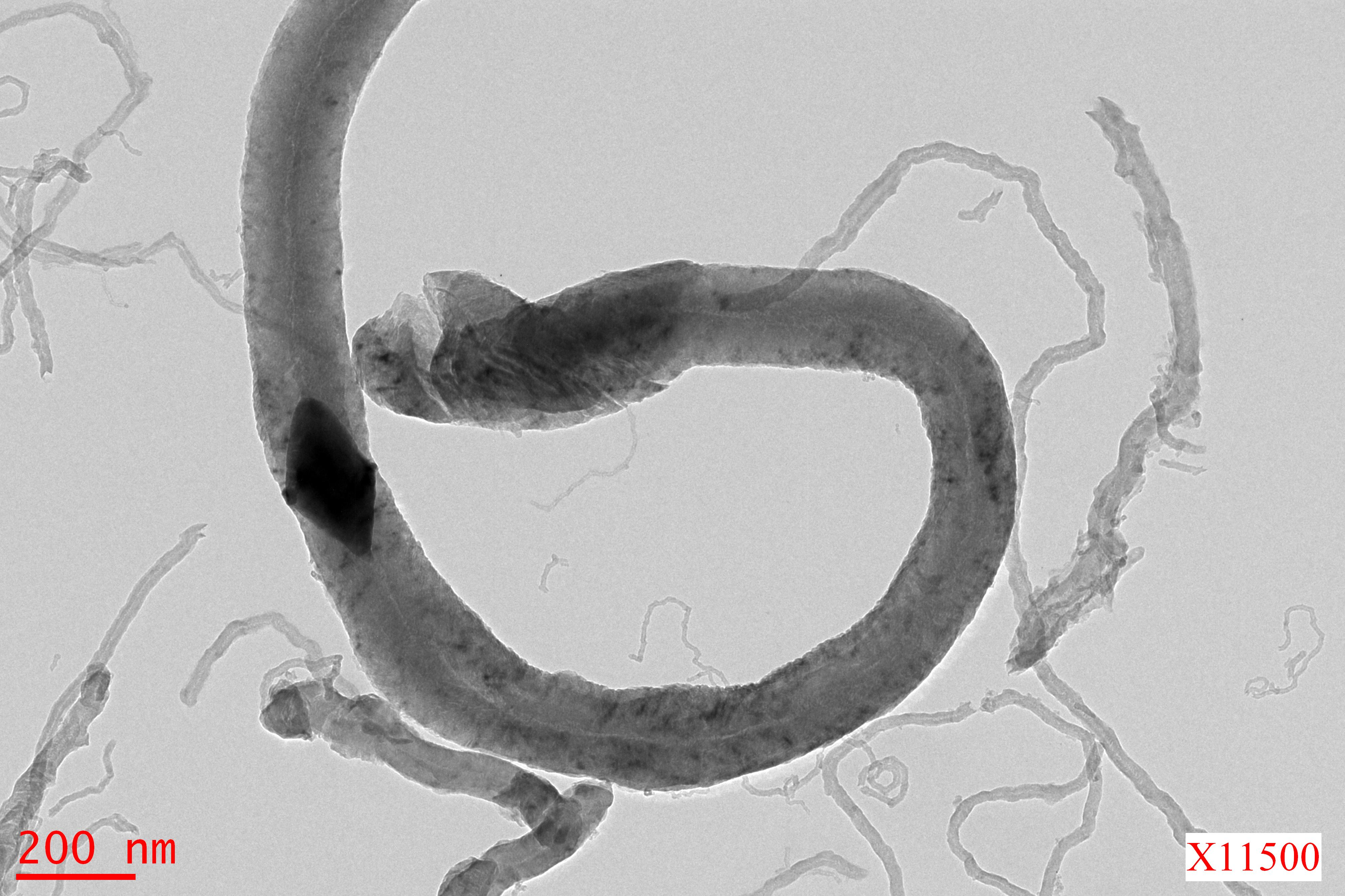
Particule de catalyseur en forme de bi-cône ayant permis la croissance d'une fibre de carbone à structure en arête de poisson.

Ce procédé de fabrication est basé sur la réaction hétérogène de décomposition d'un hydrocarbure en phase gazeuse sur un catalyseur métallique solide, d’où le nom couramment utilisé en anglais de "Vapour Grown Carbon Fibers" (VGCF).
À l'échelle du laboratoire, le catalyseur métallique est déposé dans un creuset en céramique que l'on place dans un tube en silice, le tout est installé dans un four horizontal. La première étape est en général une réduction à l'aide d'un mélange hydrogène/hélium ou hydrogène/argon, ce qui permet de réduire les oxydes de surface des particules solides et d'obtenir le catalyseur sous sa forme métallique. Le système est ensuite porté à une température de l'ordre de 600 °C, et un gaz contenant un hydrocarbure est introduit dans le réacteur. On observe alors une croissance rapide de structures carbonées sur le catalyseur, 100 mg de catalyseur permettent de fabriquer plusieurs grammes de carbone en 2 heures.
Dans de nombreux cas, le catalyseur est déposé sur un support : feutre de carbone, de l'alumine ou de la silice. Dans ce cas, il y a une étape préliminaire d'imprégnation du support par une solution d'un précurseur métallique, par exemple un nitrate métallique. Après imprégnation, le support est séché puis calciné pour transformer le sel métallique en oxyde. L'ensemble support + catalyseur peut alors être utilisé comme précédemment.
De nombreuses études ont été menées pour optimiser les conditions expérimentales de la synthèse. L'alliage cuivre-nickel semble être le catalyseur le plus efficace, mais d'autres métaux ont été étudiés : le fer, le cobalt, le chrome, le molybdène. Les observations en microscopie électronique à transmission des nanofibres de carbone montrent que le catalyseur prend une forme facettée au point de contact catalyseur - carbone. Le mécanisme de croissance des fibres est le suivant :
- absorption de carbone dans les particules de catalyseur,
- diffusion du carbone à travers la particule vers l'interface métal-nanofibre,
- réaction du carbone présent à l'interface pour former la fibre.

La source de carbone est elle aussi très variable : méthane, monoxyde de carbone, acétylène, ethylène, etc. La température utilisée pour la croissance des fibres peut varier de 400 à 900 °C.
Il est possible d'utiliser cette voie de synthèse à plus grande échelle, il a ainsi été possible de produire plusieurs centaines de grammes par jour en utilisant un réacteur à lit fluidisé .
En début d'année 2024, des scientifiques ont mis au point un procédé pour convertir du dioxyde de carbone (CO2) de l'atmosphère en nanofibres de carbone. Le procédé utilise des réactions électrocatalytiques et thermocatalytiques en tandem pour convertir le CO2 et l'H2O en nanofibres de carbone, produisant ainsi de l'hydrogène (H2) en tant que sous-produit. Les nanofibres de carbone pourraient être utilisées pour renforcer les matériaux de construction tels que le ciment et emprisonner le carbone pendant des décennies.

### Fabrication par électrofilage
La synthèse se déroule cette fois en deux étapes de façon similaire à la préparation des fibres de carbone :
- préparation d'un fil à partir d'un polymère par électrofilage (on utilise très souvent le terme anglais electrospinning)[17]. Il s'agit de faire passer le précurseur, polymère fondu ou solution d'un polymère dans un solvant, dans une filière. Pour obtenir des fils de taille nanométrique, on applique une tension importante au niveau de la filière, ce qui a pour effet de modifier les effets liés à la tension de surface. Si la tension appliquée est suffisante, il se forme un flux continu qui est éjecté de la filière, au contact de l'air il sèche et se solidifie puis est récupéré par un écran collecteur.
- carbonisation du nanofilament de polymère pour obtenir une nanofibre de carbone à une température de l'ordre de 1 000 °C. Comme pour la préparation des fibres de carbone, cette calcination va provoquer un départ des éléments H, O et N du polymère. Des insaturations vont apparaître sur les chaînes polymériques, puis on observera la formation de polyaromatiques qui seront la structure de base des nanofibres.

De nombreuses méthodes de préparation ont été développées en modifiant le polymère de départ, la méthode d'electrospinning, et les conditions de carbonisation. Les précurseurs les plus utilisés sont comme pour les fibres de carbone le PAN et le brai, mais beaucoup d'autres polymères ont été utilisés (alcool polyvinylique, polyimides, PVDF, etc). La cristallinité, la pureté, la porosité sont contrôlées par les conditions expérimentales utilisées pour le traitement thermique.